# はまぞう
「はまぞう」（英名：HamaZo）は、静岡県のインターネットサービス会社である株式会社シーポイントが運営する静岡県浜松地域に特化した地元密着型ブログサービス。2005年10月にサイト開設。